# فيتوريو أميديو الأول
فيتوريو أميديو الأول (8 مايو 1587 - 7 أكتوبر 1637)؛ هو دوق سافوي منذ سنة 1630 حتى وفاته، وهو معروف بـ أسد سوسا.

## سيرته الذاتية
ولد في تورينو والده كارلو إمانويلي الأول دوق سافوي وأمه انفانتا كاتالينا ميكايلا ابنة الملك فيليب الثاني من إسبانيا، قضى معظم حياته المبكرة في مدريد عند بلاط جده حتى وفاته في عام 1598 بعد بلوغه إحدى عشر عاماً، وبعد وفاة شقيقه الأكبر فيليبو إمانويلي في 1605 أصبح فيتوريو على رأس ورثة العرش.
أصبح فيتوريو أميديو في 1630 دوق سافوي بعد وفاة والده، سياساته جلبت عدم استقرار كبير في العلاقات مع الإسبان والفرنسيين، حيث أنه كان بحاجة ماسة إلى قوات للدفاع عن الدوقية؛ ولسبب انعدام الأموال لتجنيد مرتزقة أو تدريب جنود من السكان الأصليين؛ وقَّع فيتوريو أميديو معاهدة صلح مع إسبانيا.
ومع معاهدة شراسكو اضطرت سافوي للتخلي عن بينيرولو لصالح فرنسا، وقد أعطى هذا التصرف لفرنسا طريقاً استراتيجيا إلى قلب منطقة سافوي وإلى بقية إيطاليا، مما تسبب في استياء حكام سافوي لخسارة هذه المنطقة كثيراً، وعملوا لعقود على استرجاعها، وفي وقت لاحق وتحت إشراف الكاردينال ريشيليو حاول إنشاء دورية مناهضة للإسبان في إيطاليا، واستطاع تحقيق انتصارين عليهم: في معركة تورنافنتو في 1636، وفي 8 سبتمبر 1637 في معركة مومبالدون.
توفي في 25 سبتمبر، وخلفه ابنه ذو الستة أعوام فرانشيسكو جاشينتو كان تحت وصاية والدته، إلا أن هذا الأخير توفي في العام التالي وخلفه ابنه الأخر كارلو إمانوبلي الثاني.

## زوجاته وذريته
في 1619 تزوج فيتوريو أميديو من كريستين ماري الفرنسية (1606-1663) الابنة الثانية للملك هنري الرابع من فرنسا وزوجته الثانية ماريا دي ميديشي؛ وأنجبت له 8 أبناء:-
1. ابن (1621).
2. الأمير لويس أميديو (1622-1628).
3. الأميرة لويزا كريستينا (27 يوليو 1629 - 14 مايو 1692)؛ تزوجت من عمها الأميرموريس؛ ليس لديهم ذرية.
4. فرانشيسكو جاشينتو، دوق سافوي (27 يوليو 1632 - 4 أكتوبر 1638).
5. كارلو إمانويلي الثاني، دوق سافوي (20 يونيو 1634 - 12 يونيو 1675)؛ تزوج أولاً من ابنة خاله فرانسواز مادلين داورليان؛ ليس لديهم ذرية، ثم تزوج من ماري جين من سافوي؛ وأنجب منها ابنًا واحدًا.
6. الأميرة مارغريت يولاند (15 نوفمبر 1635 - 29 أبريل 1663)؛ تزوجت من رانوتشيو الثاني دوق بارما؛ وتوفيت أثناء الولادة.
7. الأميرة هنرييت أديلايد (6 نوفمبر 1636 - 18 مارس 1676)؛ تزوجت فرديناند ماريا، ناخب بافاريا؛ لهم ذرية.
8. الأميرة كاثرين بياتريس (6 نوفمبر 1636 - 26 أغسطس 1637)؛ هي توأم هنرييت أديلايد، توفيت وهي صغيرة.

## روابط خارجية
- فيتوريو أميديو الأول على موقع الموسوعة البريطانية (الإنجليزية)